# Йонг, Алекс
Александр Чарльз Лун Сюн (также известный как Алекс Йонг, китайское имя — Сюн Лун) (англ. Alexander Charles Loong Yoong, кит. трад. 熊龍, упр. 熊龙, пиньинь Xióng Lóng, палл. Сюн Лун, 20 июля 1976, Куала-Лумпур) — малайзийский автогонщик, участник чемпионата мира по автогонкам в классе Формула-1. Сын англичанки Джоанны Бин и малайзийца китайского происхождения, бывшего менеджера гоночной трассы Шах-Алам Ханифа Сюн Инхуа (熊英華, Hanifah Yoong Yin Fah).

## Биография
Начал заниматься автогонками в 1992 году в возрасте 16 лет. В 1994 году одержал первую победу в Формуле-Азия, на следующий год стал вице-чемпионом Формулы-Азия. В 1996 году перешёл в британскую Формулу-Рено, затем участвовал в британской Формуле-3, итальянской Формуле-3000 и Формуле-Ниппон. Очень неудачно выступил в международной Формуле-3000 в 1999 году: в трёх гонках не сумел пройти квалификацию, в четвёртой сошёл после четырёх кругов, а в следующей гонке попал в аварию на старте и получил травму. В 2001 году провёл последние три гонки чемпионата мира Формулы-1 за команду «Минарди». На следующий год провёл полный сезон в команде «Минарди», кроме гонок в Венгрии и Бельгии, в которых его заменял Энтони Дэвидсон. В трёх Гран-при не смог пройти квалификацию, лучшим результатом стало седьмое место на старте сезона в Австралии.

В 2003 году провёл четыре гонки в Champ Car, в 2004 участвовал в австралийском чемпионате V8 Supercars. С 2005 года представляет свою страну в серии А1 Гран-при, где  ему удалось одержать четыре победы (данные на 2008 год). Также выступал в серии «Ле-Ман» и стартовал в гонке «24 часа Ле-Мана».

## Результаты гонок в Формуле-1
| Легенда к таблице |                                                                    |
| --- | ------------------------------------------------------------------ |
| В таблице перечислены результаты всех Гран-при Формулы-1, в которых принимал участие гонщик. Строками таблицы являются сезоны, столбцами — этапы чемпионата мира. В каждой клетке указаны сокращённое название этапа и результат, дополнительно обозначенный цветом. Расшифровка обозначений и цветов представлена в нижеследующей таблице. |                                                                    |
| \| Пример \| Описание \| \| ------------ \| ------------------------------------------------------------------ \| \| 1 \| Победитель \| \| 2 \| Второе место \| \| 3 \| Третье место \| \| 5 \| Финишировал, заработав очки \| \| Сход \| Не финишировал, но при этом заработал очки \| \| 12 \| Финишировал, не получив очков \| \| НКЛ \| Финишировал, но не попал в финальную классификацию \| \| 15 \| Участвовал вне зачёта, либо по отдельной классификации \| \| 18 \| Не финишировал, но попал в финальную классификацию \| \| Сход \| Не финишировал \| \| НКВ \| Не прошёл квалификацию \| \| НПКВ \| Не прошёл предквалификацию \| \| ДСК \| Дисквалифицирован \| \| ИСК \| Исключён из протокола соревнований \| \| ТТ \| Заявлен для участия только в тренировках \| \| НС \| Участвовал в квалификации, но не стартовал в гонке \| \| Т \| Травмирован или болен \| \| ОТК \| Отказ от участия \| \| НТР \| Прибыл на соревнования, но на трассу не выезжал \| \| НПР \| Был заявлен в числе участников, но не прибыл к началу соревнований \| \| О \| Соревнования отменены \| \| \| Не участвовал \| \| Поул-позиция \| \| \| Быстрый круг \| \| |                                                                    |
| Пример | Описание                                                           |
| 1 | Победитель                                                         |
| 2 | Второе место                                                       |
| 3 | Третье место                                                       |
| 5 | Финишировал, заработав очки                                        |
| Сход | Не финишировал, но при этом заработал очки                         |
| 12 | Финишировал, не получив очков                                      |
| НКЛ | Финишировал, но не попал в финальную классификацию                 |
| 15 | Участвовал вне зачёта, либо по отдельной классификации             |
| 18 | Не финишировал, но попал в финальную классификацию                 |
| Сход | Не финишировал                                                     |
| НКВ | Не прошёл квалификацию                                             |
| НПКВ | Не прошёл предквалификацию                                         |
| ДСК | Дисквалифицирован                                                  |
| ИСК | Исключён из протокола соревнований                                 |
| ТТ | Заявлен для участия только в тренировках                           |
| НС | Участвовал в квалификации, но не стартовал в гонке                 |
| Т | Травмирован или болен                                              |
| ОТК | Отказ от участия                                                   |
| НТР | Прибыл на соревнования, но на трассу не выезжал                    |
| НПР | Был заявлен в числе участников, но не прибыл к началу соревнований |
| О | Соревнования отменены                                              |
| | Не участвовал                                                      |
| Поул-позиция |                                                                    |
| Быстрый круг |                                                                    |

| Сезон | Команда | Шасси        | Двигатель | Ш | 1     | 2        | 3      | 4       | 5      | 6        | 7      | 8      | 9        | 10      | 11     | 12      | 13  | 14  | 15       | 16       | 17       | Место | Очки |
| ----- | ------- | ------------ | --------- | - | ----- | -------- | ------ | ------- | ------ | -------- | ------ | ------ | -------- | ------- | ------ | ------- | --- | --- | -------- | -------- | -------- | ----- | ---- |
| 2001  | Minardi | Minardi PS01 | European  | M | АВС   | МАЛ      | БРА    | САН     | ИСП    | АВТ      | МОН    | КАН    | ЕВР      | ФРА     | ВЕЛ    | ГЕР     | ВЕН | БЕЛ | ИТА Сход | США Сход | ЯПО 16   | 26    | -    |
| 2002  | Minardi | Minardi PS02 | Asiatech  | M | АВС 7 | МАЛ Сход | БРА 13 | САН НКВ | ИСП НС | АВТ Сход | МОН 10 | КАН 14 | ЕВР Сход | ВЕЛ НКВ | ФРА 10 | ГЕР НКВ | ВЕН | БЕЛ | ИТА 13   | США Сход | ЯПО Сход | 20    | -    |